# 昭和医科大学藤が丘病院

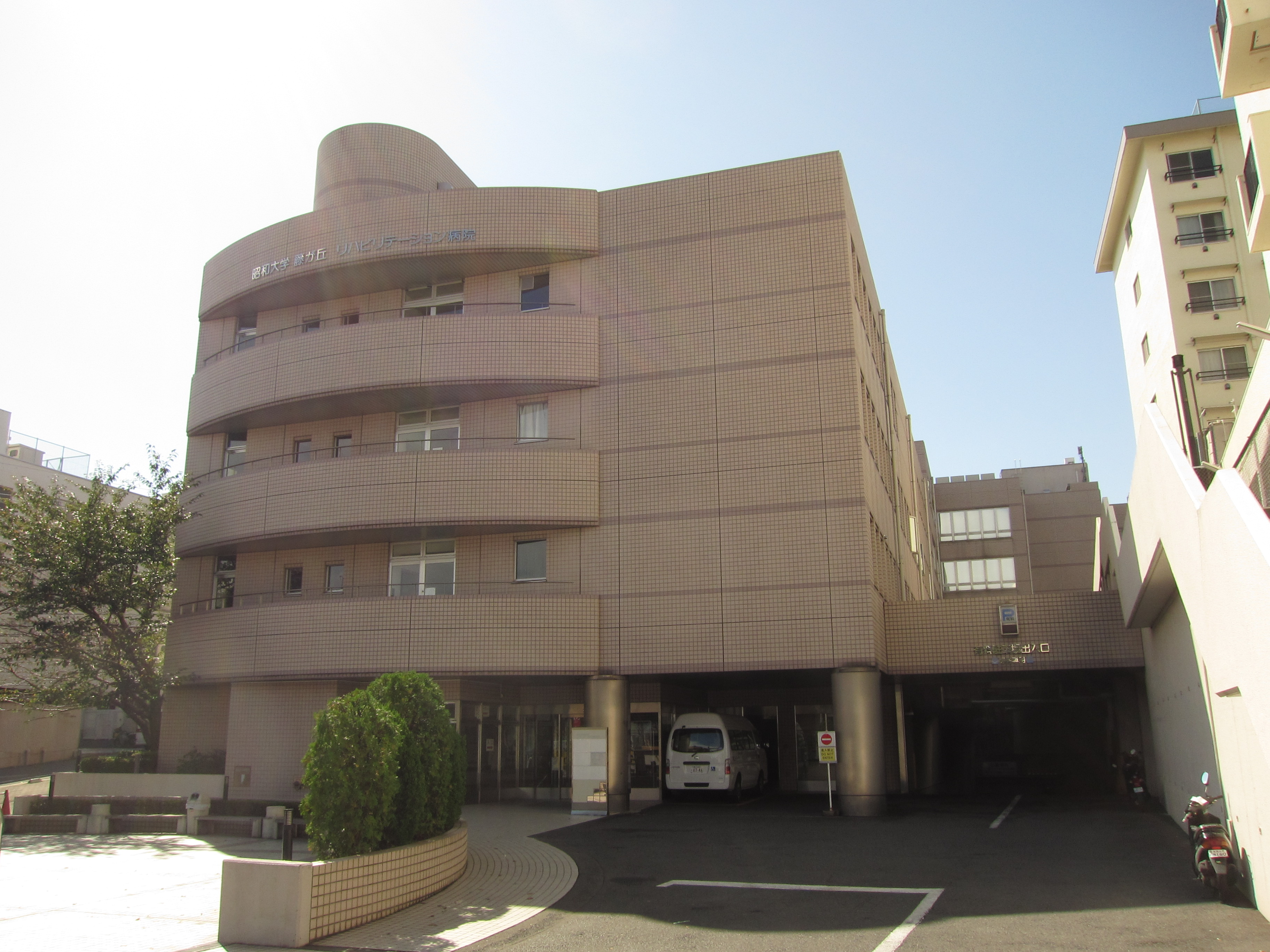
昭和大学藤が丘リハビリテーション病院

昭和医科大学藤が丘病院（しょうわいかだいがくふじがおかびょういん）は、神奈川県横浜市青葉区藤が丘一丁目にある医療機関。
昭和大学（現・昭和医科大学）の2番目の教育病院（昭和大学の4番目の病院）として開設された。
3次の救命救急センターを併設する。

## 沿革
- 1975年（昭和50年） - 昭和大学藤が丘病院を開設。
- 1985年（昭和60年） - 救命救急センターを開設。
- 2025年（令和7年） - 大学名の変更に伴い昭和医科大学藤が丘病院に名称変更。

## 診療科
- 内科
  - 糖尿病、代謝、内分泌内科
  - 消化器内科
  - 呼吸器内科
  - 血液内科
  - 循環器内科
  - 腎臓内科
  - 脳神経内科
  - 腫瘍内科
- 外科
  - 消化器外科
  - 乳腺外科
  - 脳神経外科
  - 心臓血管外科
  - 呼吸器外科
  - 整形外科
  - 形成外科
  - 小児外科

- 産婦人科
- 耳鼻咽喉科
- 小児科
- 皮膚科
- 精神神経科
- 泌尿器科
- 放射線科
- 麻酔科
- 救命救急センター

部門
- 看護部
- 放射線技術部
- 臨床工学部
- 薬剤部
- 中央臨床検査部
- 栄養科
- NST：栄養サポートチーム
- 臨床試験支援室
- 事務部

## 医療機関の指定等
- 臨床研修指定病院
- 被爆者一般疾病医療機関
- 災害拠点病院
- 横浜市がん相談指定病院
- 救急指定病院

## 交通アクセス
- 東急田園都市線藤が丘駅下車、徒歩約3分。